# Elise Matthysen
Elise Matthysen (Kalmthout, 13 juli 1992) is een Belgische voormalig zwemster die gespecialiseerd was in de schoolslag. Ze zwom voor de Antwerpse zwemclub BRABO en werd getraind door Ronald Gaastra. Sinds december 2010 trainde ze bij Brigitte Becue. In november 2011 zette de op dat moment 19-jarige Matthysen een punt achter haar zwemcarrière.

## Zwemcarrière
Matthysen maakte haar debuut bij een internationaal toptoernooi voor senioren bij de Europese kampioenschappen kortebaanzwemmen 2007.
Bij de Europese kampioenschappen langebaanzwemmen 2008 werd ze vierde in de finale van de 100 meter schoolslag. Bovendien verbrak ze met een tijd van 1.08,95 het Belgische record dat tot op dat moment in handen was van Brigitte Becue. Op de 200 meter schoolslag werd ze uitgeschakeld in de reeksen.
Ze plaatste zich door haar goede tijd op de 100 meter schoolslag op die afstand ook voor de Olympische Zomerspelen 2008. In de series toonde ze meteen haar kunnen, ze verbeterde het Belgische record tot 1.08,37 en plaatste zich als zestiende voor de halve finale. Ook op de 200 meter plaatste ze zich met een nieuw Belgisch record voor de halve finale. Matthysen was de enige Belgische zwemster die zich tijdens de Spelen in Peking wist te plaatsen voor de halve finales.
Op de Wereldkampioenschappen zwemmen 2009 in Rome kon ze niet beter doen dan voorheen. De Belgische geselecteerden waren contractueel gebonden aan een 'trager' zwempak dan de meeste andere atleten.

## Belangrijkste resultaten
| Jaar | Olympische Spelen                       | WK langebaan                                               | WK kortebaan  | EK langebaan                                              | EK kortebaan                                                                    |
| ---- | --------------------------------------- | ---------------------------------------------------------- | ------------- | --------------------------------------------------------- | ------------------------------------------------------------------------------- |
| 2007 |                                         | geen deelname                                              |               |                                                           | 26e 50m schoolslag 19e 100m schoolslag 14e 200m schoolslag                      |
| 2008 | 13e 100m schoolslag 16e 200m schoolslag |                                                            | geen deelname | 11e 50m schoolslag 4e 100m schoolslag 19e 200m schoolslag | 20e 50m schoolslag 13e 100m schoolslag 10e 200m schoolslag 15e 4x50m wisselslag |
| 2009 |                                         | 40e 50m schoolslag 24e 100m schoolslag 28e 200m schoolslag |               |                                                           | geen deelname                                                                   |
| 2010 |                                         |                                                            | geen deelname | 16e 100m schoolslag                                       | geen deelname                                                                   |